# 蔡羽
蔡羽（？—1541年），字九逵，號林屋山人，又稱左虛子。吳縣洞庭西山人。
自幼喪父，由母親教授讀書。十二歲能作文。家多藏書，乃盡讀之。嘉靖十三年（1534年）獲貢生，有部會首長知其名說：“此吾少日所聞蔡某，今猶滯選調耶？”特授南京翰林院孔目。三年後退休回西山，卒於家。文章師法先秦、兩漢，有人以為其詩似李賀，自負甚高。書法與文徵明齊名，行、楷書遒勁，王寵曾從學書三年。有《林屋》、《南館》二集。今台北國立故宮博物院藏其作品“嘉靖癸未《呈蔡羽文徵明楷書四首》”。

## 延伸阅读
[在维基数据编辑]
 《明史卷二百八十七》，出自《明史》